# Rue de Tanger (Paris)
Pour les articles homonymes, voir Rue de Tanger.
La rue de Tanger est une  voie publique du nord-est de Paris, en France, située dans le 19e arrondissement.

## Situation et accès
Partant du boulevard de la Villette, coupant la rue du Maroc à la place du Maroc, elle est prolongée, au nord, par la rue Curial.
Elle est immédiatement accessible par la station Stalingrad située sur les lignes 2, 5 et 7 du métro de Paris.

## Origine du nom
Cette voie, située dans le quartier où ont été groupés des noms rappelant les campagnes d'Afrique du Nord, porte le nom port du Maroc, Tanger, bombardé par les Français le 6 août 1844, en réponse au soutien que porte Moulay Abderrahmane à l'émir Abdel Kader ;

## Historique
Cette voie, de l'ancienne commune de la Villette, est ouverte par ordonnance du 6 juin 1847, entre le boulevard de la Villette et la place du Maroc sous le nom de rue d'Isly.
Par décret du 23 mai 1863 elle est classée dans la voirie parisienne et prend sa dénomination actuelle par décret du 24 août 1864.
Par un autre décret en date du 28 janvier 1878 elle est prolongée par la réunion de l'« impasse de Tanger », qui s'étendait sur une longueur de 93 mètres environ à partir de la place du Maroc, et de l'« impasse d'Isly », d'une longueur de 134 mètres environ, qui débouchait rue Riquet.

## Bâtiments remarquables et lieux de mémoire
Le 1er mars 1942, au no 41 de cette rue, Karl Schönhaar, un jeune résistant, tire sur la sentinelle du poste de garde no 328 d’un bataillon de la Wehrmacht. En représailles, les Allemands fusillent quelques jours plus tard 20 otages, parmi lesquels Corentin Cariou, conseiller municipal de l'arrondissement, Gaston Huard, Roger Jurquet, Roland Martin, Léopold Réchossière, Pierre Rigaud et Pierre Semard.
Une mosquée nommée Adda'wa est implantée rue de Tanger dans des entrepôts. À l'époque, il s'agit de « l'un des plus grands lieux de culte musulmans d'Europe » avec 5 000 fidèles chaque vendredi. La filière des Buttes-Chaumont, organisant l'envoi de djihadistes français en Irak dans le cadre de la guerre d'Irak, s'y est développée. La mosquée, ouverte en 1969, était installée dans des lieux insalubres ; elle est démolie en 2006.
Au numéro 8, se trouvait un célèbre bal musette appelée le Tourbillon,. Ouvert en 1926, il reçut de nombreuses vedettes de l'époque comme Édith Piaf, Jane Chacun, Vincent Scotto, Benoîte Lab, Germaine Lix, Roberte Marna, Lina Margy et Simone Réal. Il ferma ses portes en 1968. De nos jours, les numismates recherchent les bons pour une danse frappés au nom de cet établissement.
Proche de la place du Maroc, l'église Notre-Dame-des-Foyers, construite entre 1964 et 1967 par les architectes Marcel Astorg et Robert Salles. L'entrée de l'église ne se fait remarquer que par la présence d'une croix dans la rue de Tanger. L'arrière du bâtiment donne sur le jardin Luc-Hoffmann.